# Туманово
Тума́ново (рос. Туманово) — село у складі Солонешенського району Алтайського краю, Росія. Адміністративний центр Тумановської сільської ради.

## Населення
Населення — 563 особи (2010; 673 у 2002).
Національний склад (станом на 2002 рік):
- росіяни — 92 %